# Spoorlijn Kalscheuren - Ville
De spoorlijn Hürth-Kalscheuren - Ville ook wel Villebahn was een Duitse spoorlijn onder beheer van Ribbertwerke, tegenwoordig opgegaan in RWE.

## Geschiedenis
Het traject werd tussen 1888 en 1903 geopend. In 1908 werd een verbinding gemaakt met de spoorlijn Köln Barbarossaplatz - Bonn ter hoogte van het goederenstation van Kendenich, nadat deze lijn omgespoord was tot normaalspoor. Het gedeelte tussen Hürth-Kalscheuren en Kendenich werd vervolgens buiten bedrijf gesteld en in 1920 opgebroken.

## Huidige toestand
Thans is de volledige lijn opgebroken, met uitzondering van een gedeelte bij het chemiepark Knapsack dat nu via de spoorlijn Köln Sülz - Brüggen verbonden is met het goederenstation Kendenich.

## Aansluitingen
In de volgende plaatsen was of is er een aansluiting op de volgende spoorlijnen:
Hürth-Kalscheuren
DB 2630, spoorlijn tussen Keulen en Bingen
DB 2631, spoorlijn tussen Hürth-Kalscheuren en Ehrang
DB 2640, spoorlijn tussen Köln West en Hürth-Kalscheuren
Kendenich
DB 9261, spoorlijn tussen Köln Barbarossaplatz en Bonn
Berrenrath
DB 9263, spoorlijn tussen Köln Sülz en Brüggen
lijn tussen Berrenrath en Gustdorf